# Cachoeira do Oratório
Cachoeira do Oratório é uma cachoeira brasileira situada na divisa dos municípios de Palmácia e Redenção, no estado do Ceará,apresenta um belo lago formado pelas água das cachoeiras ótimo local para o banho.